# RCBTB2
RCBTB2‏ (RCC1 and BTB domain containing protein 2) هوَ بروتين يُشَفر بواسطة جين RCBTB2 في الإنسان.